# فردریش ایساک
فردریش ایساک (استونیایی: Friedrich Issak; ۲۰ نوامبر ۱۹۱۵ – ۱۱ مهٔ ۱۹۹۱) پرتاب‌گر نیزه، بازیکن بسکتبال، بازیکن والیبال و روزنامه‌نگار اهل استونی بود.
از باشگاه‌هایی که در آن بازی کرده‌است می‌توان به تیم بسکتبال دانشگاه تارتو اشاره کرد.